# Armérie des Alpes
Armeria alpina
Espèce
Classification phylogénétique
L'Armérie des Alpes (Armeria alpina) est une espèce de plantes herbacées vivaces de la famille des Plumbaginaceae.

## Répartition
Alpes et Pyrénées.

## Description

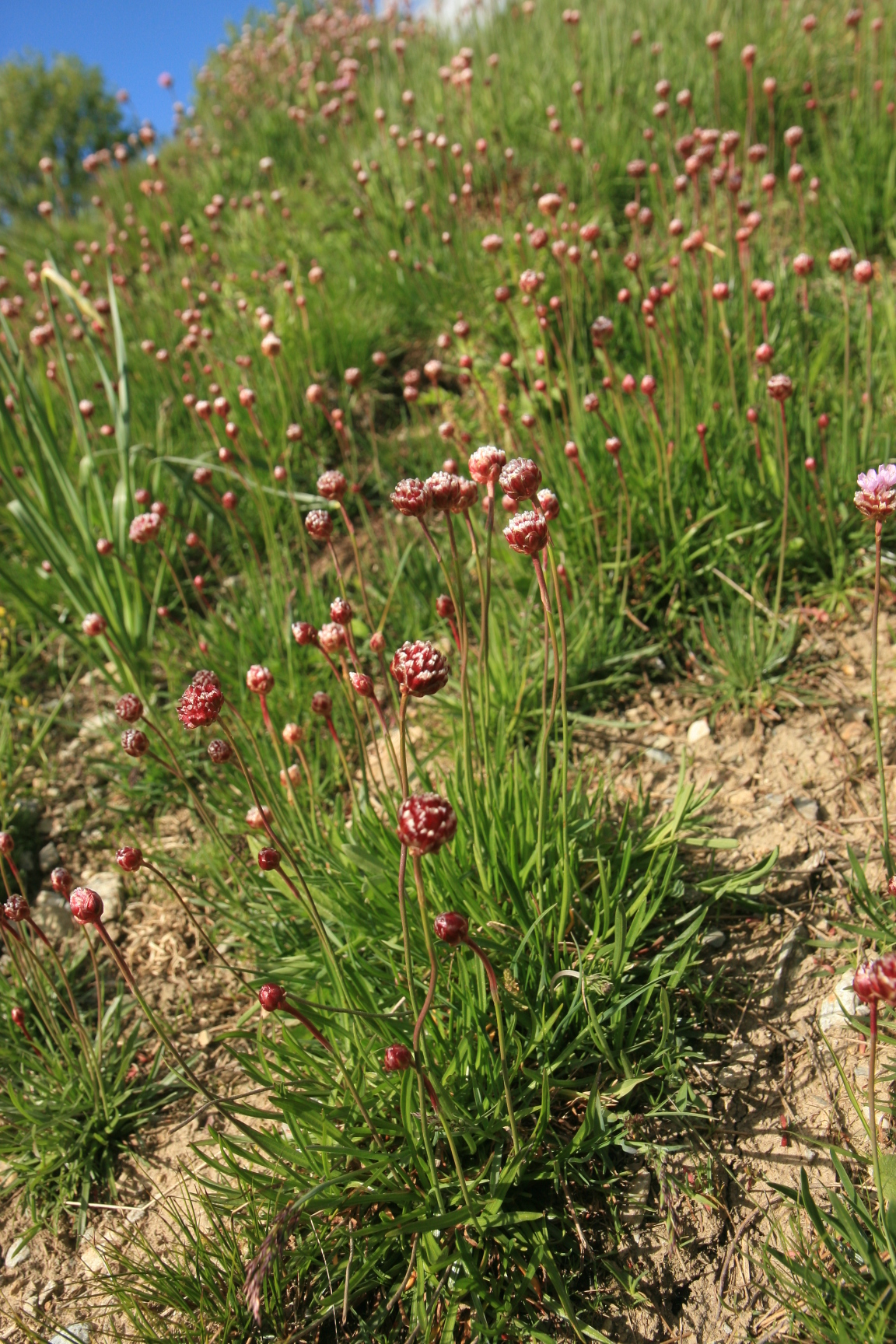
Armeria alpina.

- Forme : tige de 10 à 25 cm de haut.
- Feuilles : linéaires et un peu charnues, formant des coussins à la base de la hampe florale.
- Fleurs : d'un rose vif ou plus ou moins violacé, regroupées serrées dans une tête globuleuse.
- Floraison : de juillet à septembre.
- Habitat : dans les pâturages rocailleux, les pelouses humides, les rochers et les éboulis.
- Altitude : entre 1 500 et 3 000 m.
- Toxicité : non
- Plante protégée : non